# Lista över Danmarks ministrar över Holstein och Lauenburg
Danmarks minister över Holstein och Lauenburg  var chef för ett danskt ministerium.
Ministeriet, som existerade 1852-1864, ledde förvaltningen av de båda provinserna Holstein och Lauenborg, inom Helstatens ram.

## Ministrar
| Minister                         | Från             | Till             |
| -------------------------------- | ---------------- | ---------------- |
| Heinrich Anna Reventlow-Criminil | 27 januari 1852  | 12 december 1854 |
| Ludvig Nicolaus Scheele          | 12 december 1854 | 14 april 1857    |
| Christian Carl Lundbye           | 14 april 1857    | 13 maj 1857      |
| Ivar Johan Unsgaard              | 13 maj 1857      | 2 december 1859  |
| Carl Eduard Rotwitt              | 2 december 1859  | 8 februari 1860  |
| Regnar Westenholz                | 8 februari 1860  | 24 februari 1860 |
| Harald Iver Andreas Raasløff     | 24 februari 1860 | 30 mars 1861     |
| Carl Christian Hall              | 30 mars 1861     | 31 december 1863 |
| Ditlev Gothard Monrad            | 31 december 1863 | 11 juli 1864     |
| Christian Albrecht Bluhme        | 11 juli 1864     | 16 november 1864 |